# Коваленко, Богдан Русланович
Богдан Русланович Коваленко (укр. Богдан Русланович Коваленко; род. 24 апреля 1997, Киев) — украинский футболист, нападающий. Выступал за юношескую сборную Украины до 17 лет.

## Клубная карьера
В детско-юношеской футбольной лиге Украины выступал за киевский «Арсенал» и донецкий «Шахтёр» с 2012 года по 2014 год, сыграв в более чем шестидесяти играх.
Первую половину сезона 2014/15 выступал за «Шахтёр» в юношеском чемпионате Украины. Сыграл в двух играх в рамках юношеской лиги УЕФА. Зимой 2015 года перешёл в «Шахтёр-3». Дебют во Второй лиге Украины состоялся 29 марта 2015 года в игре против стрыйской «Скалы» (2:5). Всего за третью команду «горняков» провёл шесть игр, после чего покинул команду.
С апреля 2017 года стал выступать за «Чайка» из Петропавловской Борщаговки. Вместе с командой занял второе место в любительском чемпионате и стал победителем любительского Кубка Украины.
Летом 2017 года стал игроком кипрской команды «Пафос». За полгода сыграл в одиннадцати поединках чемпионата Кипра и одном в рамках Кубка Кипра.
В марте 2018 года подписал контракт с латвийской «Ригой». В 2019 году был отдан в аренду в «Даугавпилс».
Летом 2019 года перешёл в одесский «Черноморец».
Летом 2020 года стал игроком российского клуба «Велес».

## Карьера в сборной
Выступал за юношескую сборную Украины до 17 лет под руководством Олега Кузнецова. В январе 2013 года принимал участие в Кубке Эгейского моря, который проходил в Турции.